# شافة (ذي السفال)

تعديل مصدري - تعديل

شافة محلة تابعة لقرية المجزف، التابعة لعزلة العداني بمديرية ذي السفال إحدى مديريات محافظة إب في الجمهورية اليمنية، بلغ تعداد سكانها 267 حسب تعداد اليمن لعام 2004.